# Бонневаль, Клод Александр де
Граф Клод Александр де Бонневаль (фр. Claude Alexandre de Bonneval; 14 июля 1675 — 23 марта 1747) — французский авантюрист, зять маршала Бирона, который прославился на службе турецкого султана под именем Хумбараджи Ахмед-паша (тур. Humbaracı Ahmed Paşa).

## Биография
Дворянин из-под Лиможа, Бонневаль принимал участие в военных кампаниях Людовика XIV под начальством маршалов Пене-Люксанбура, Катина, Вильруа и Вандома. Оскорбление военного министра Шамильяра подвело его под трибунал и вынудило бежать в Германию.
Бонневаль поступил на службу в армию Евгения Савойского в чине генерала, выдвинулся при взятии Темешвара, отличился при Мальплаке и был тяжело ранен при Петервардейне.
Получив от французского короля помилование, он вернулся на родину и сочетался браком с дочерью герцога Бирона. Брак Бонневаля привёл к обострению отношений Бонневаля с Евгением (молва считала их любовниками), который отослал его в Брюссель как фельдцейхмейстера. Своими светскими манерами граф увлёк за собой часть тамошнего общества, чем вызвал неудовольствие губернатора, маркиза де При, добившегося увольнения Бонневаля из армии. Он завязал тайные сношения с посланниками Франции и Испании, вследствие чего его арестовали и заключили в крепость Шпильберк близ Брюнна.
Порвав отношения с австрийцами, опальный генерал уехал в Венецию, где по предложению турецкого султана принял ислам. В Стамбул он прибыл в чине трёхбунчужного паши. Он преобразовал турецкую артиллерию, нанёс австрийцам ряд чувствительных поражений, с отличием участвовал в войнах против России и Персии, остановив победы узурпатора Тамасп-Кули-Хана.
В награду за свои подвиги он был назначен наместником Хиоса, но его собственная неосторожность и происки придворных скоро навлекли на него гнев султана, и он был отправлен в почётное изгнание в маленький пашалык у Черного моря. На старости лет Бонневаль почувствовал страстное желание вернуться в Европу, но не успел исполнить его.
Казанова описывает встречи с Бонневалем в Константинополе в первой книге своих мемуаров. Его собственные воспоминания, опубликованные в Лондоне в 1747 году, — литературная мистификация. Разноречивые мнения современников о Бонневаль-паше собрал и опубликовал принц де Линь.

## Казанова о Бонневале
Казанова описывает Бонневаля как «красивого мужчину, только слишком тучного». Он одевался на французский манер и держал в Стамбуле штат французских поваров. По словам мемуариста, в шкафах его библиотеки вместо книг стояли «ряды бутылок самых лучших вин». По поводу перехода в ислам Бонневаль заметил ему: «Единственная индульгенция, которую я испрашивал и получил, это освобождение от обрезания, хотя название „индульгенция“ не совсем точно: в моём возрасте эта операция могла бы быть опасной; а между тем это лишь церемония, которую принято соблюдать; но законом она не предписана».